# Domatków

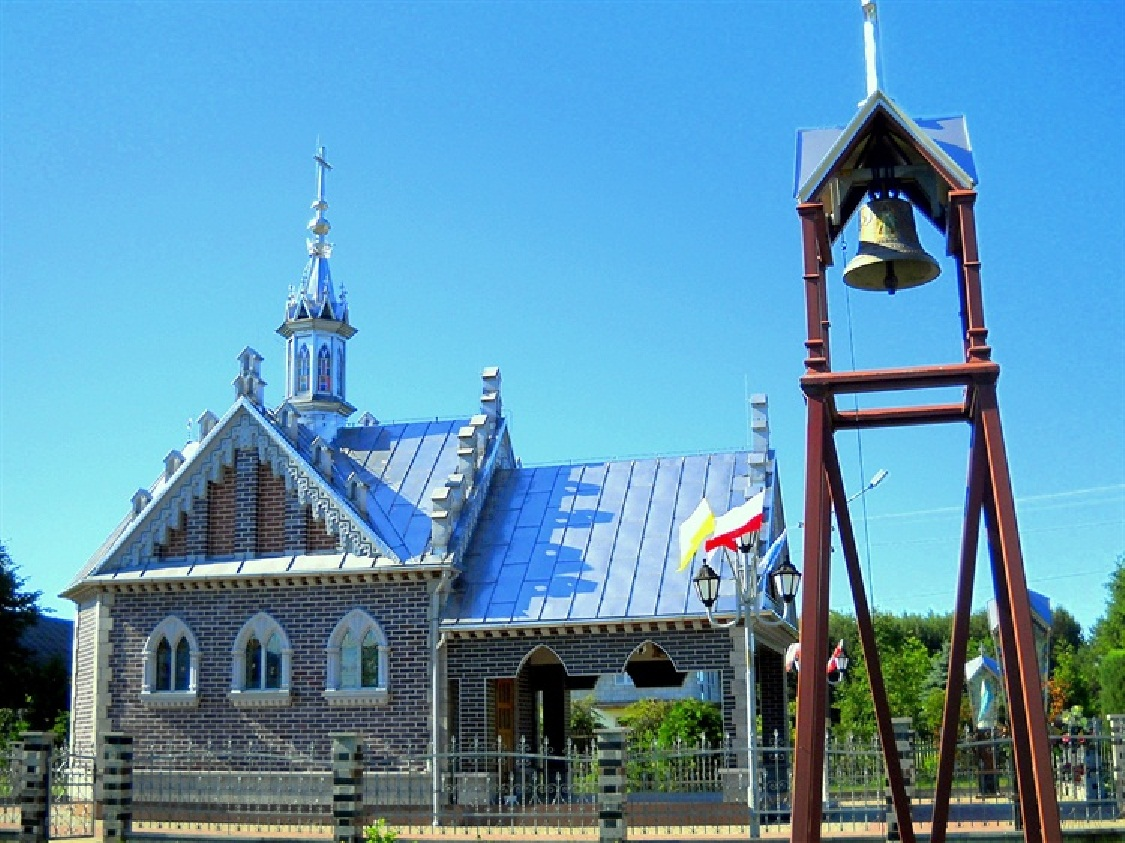
Kaplica Matki Bożej Nieustającej Pomocy w Brzezówce

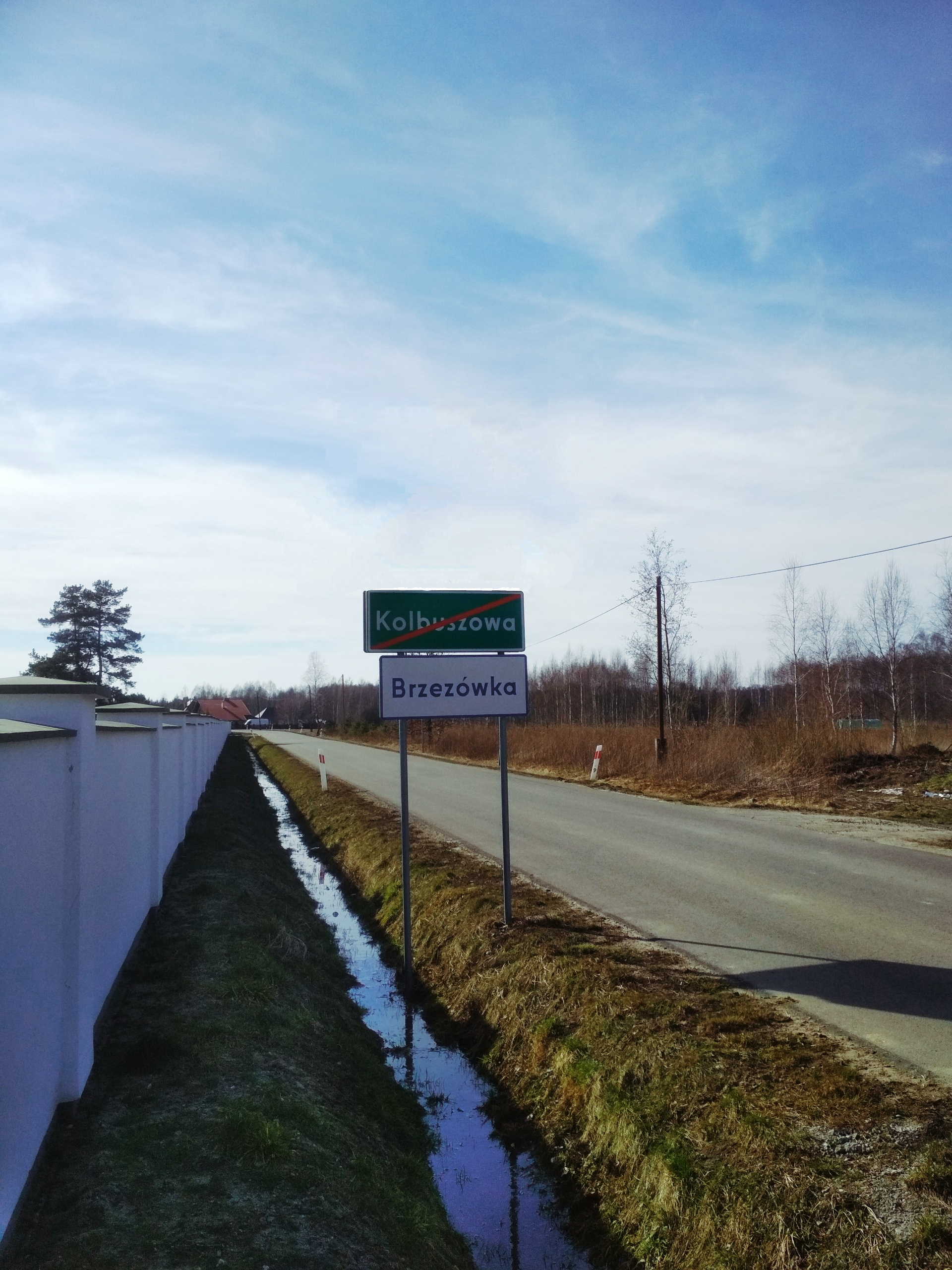
Wjazd do Brzezówki od strony Kolbuszowej. Ulica Wolska

Domatków – wieś w Polsce położona w województwie podkarpackim, w powiecie kolbuszowskim, w gminie Kolbuszowa. W latach 1975–1998 miejscowość administracyjnie należała do województwa rzeszowskiego.
Miejscowość jest siedzibą parafii Miłosierdzia Bożego, należącej do dekanatu Kolbuszowa Zachód, diecezji rzeszowskiej.
Przez wieś Domatków przepływa potok Brzezówka (dawniej potok Brzozowski), który stanowi prawobrzeżny dopływ rzeki Nil.

## Części wsi
| SIMC    | Nazwa            | Rodzaj                                                                                  |
| ------- | ---------------- | --------------------------------------------------------------------------------------- |
| 0652174 | Brzezówka        | przysiółek (do 1967 wieś, obecnie miejscowość i integralna część miejscowości Domatków) |
| 0652180 | Wola Domatkowska | przysiółek                                                                              |
| 0652197 | Zagranica        | przysiółek                                                                              |
| 0652205 | Zarzecze         | przysiółek                                                                              |

Nieoficjalne nazwy części wsi:
- Zagranicze
- Pod Brzezówką
- Przy Lesie
- Pod Porębami
- Potoki
- Potoki (Brzezówka)

## Brzezówka
Brzezówka – do 1967 roku odrębna administracyjnie od Domatkowa wieś. Miejscowość wielokroć starsza od Domatkowa, oddalona od niego o ok. 2,5 km, położona w dolinie rzeki Nil, w części znajdująca się w parafii Wszystkich Świętych w Kolbuszowej.

### Historia
Pierwsze wzmianki o tejże miejscowości padają w XVI wieku, kiedy to Brzezówka była wsią / osadą na skraju Puszczy Sandomierskiej. Określano ją wówczas jako Wola Smarkulowska, co w późniejszym czasie skrócono i nazwano Smarkulów.
W XVIII wieku była jedną z niewielu wsi o charakterze wsi dworskiej w rejonie Kolbuszowej. Należała wówczas do Rodu Potockich, którzy wznieśli w niej dwór, forwark oraz dwa spichlerze, które w tamtym czasie sprawnie funkcjonowały w powiecie kolbuszowskim. Brzozówka z uwagi, iż była częścią majątku Potockich, którzy wówczas najbliżej urzędowali na ziemiach Ropczyckich, decyzją krzeszowskiego hrabiego Artura Potockiego uzyskała dopisek do nazwy wsi "Ropczycka" i zaczęto określać ją jako Brzozówka Ropczycka.
Od 1857 roku siedziba gminy jednostkowej (jednowioskowej) Brzezówka, posiadająca wójta i radę gminy wsi Brzezówka, zwierzchność oraz sołtysa.
O istnieniu gminy jednostkowej świadczy zapis wyjęty z publikacji z 1892 roku w Krakowie – pt.”Sprawozdanie z czynności Rady Powiatowej Kolbuszowej za okres od 22 Września 1867 roku do 22 Września 1892 roku w Krakowie, Nakładem Rady Powiatowej Kolbuszowej”, gdzie delegatem reprezentującym wieś Brzezówkę i gminę jednostkową Brzezówka był Białek Kazimierz.
21 lipca 1934 roku w związku z rozporządzeniem ministra spraw wewnętrznych zmieniono obowiązujący wówczas podział administracyjny w powiecie kolbuszowskim. Zniesiono gminy jednostkowe celem utworzenia gromad. Reforma w swym celu zakładała poprawę i uporządkowanie mapy administracyjnej kraju i jej ujednolicenie, lecz w niektórych przypadkach pogorszyła sytuację samorządową. Tak też się stało w przypadku Brzezówki. Omyłki wynikły głównie z niedopracowania konkretnych tematów przez ówczesnych urzędników i osoby odpowiedzialne za przeprowadzenie tych zmian, co w skali kraju przyniosło wiele nieprawidłowości i omyłek, które przez wzgląd na szybki czas realizacji zostały zaakceptowane przez sejm i nieuregulowane do dziś, wskutek tego istnieje wiele wsi, odgórnie przemianowanych wówczas na przysiółki, osady i części wsi, które przez lokalna mentalność, samorząd są traktowane oddzielnie, oznakowane odrębnymi znakami, niejednokrotnie posiadając własne sołectwa. Przykłady z rejonu:
- Spie – część wsi Wilcza Wola, w gminie Dzikowiec, posiadające własne sołectwo Spie, oznakowana jako miejscowość Spie
- Poręby Wolskie – przysiółek wsi Wola Raniżowska w gminie Raniżów posiadające własne sołectwo Poręby Wolskie
- Osia Góra – przysiółek wsi Lipnica / Nowy Dzikowiec, posiadający oznakowanie miejscowości Osia Góra
- Kłodziny – przysiółek wsi Trzęsówka w gminie Cmolas, posiadający własne sołectwo Kłodziny, posiadający oznakowanie miejscowości Kłodzin[11]

1 stycznia 1935 roku rozpoczęto proces znoszenia wsi i gminy jednostkowej, jaką do tej pory tworzyła – Brzezówka, zaś zakończono go w roku 1967. Obszar tejże gminy i wsi przemianowano jedynie w przysiółek i wcielono do sąsiedniej wsi Domatków, w której utworzono gromadę Domatków , która podzielono administracyjnie na trzy jednostki pomocnicze (sołectwa): Brzezówka, Bukowiec i Domatków.
Od 1967 roku do dziś Brzezówka stanowi największy przysiółek niesołecki we wsi Domatków pod względem liczby ludności, jak i terytorialnym.
Sama Brzezówka obecnie ludnościowo jest większym obrębem miejscowości od niektórych samorządnych wsi w gminie Kolbuszowa takich jak np. Poręby Kupieńskie, Kłapówka czy Huta Przedborska, a terytorialnie stanowi obszar niemalże równoznaczny ze wsią Bukowiec. Całość klasyfikuje Brzezówkę jako średni obszar miejscowości w gminie Kolbuszowa, który posiada szansę na wyodrębnienie i utworzenie własnej jednostki pomocniczej gminy (sołectwa) i wsi – Brzezówka, które będzie tworzyć jeden jednolity i spójny organizm wiejski lub sołecki jak np. wyżej wymienione przysiółki, które są mniejsze od Brzezówki.
W Brzezówce zlokalizowane są m.in.:
- Muzeum Kultury Ludowej.
- Kościół pw. św. Marka Ewangelisty[19].
- Kaplica pw. Matki Bożej Nieustającej Pomocy[20].
- Kompleks Turystyczny Brzezóvka[21].